# Die Schlösser des König Ludwig
Die Schlösser des König Ludwig (englisch Castles of Mad King Ludwig) ist ein Legespiel aus dem Jahr 2014 für 1 bis 4 Spieler. Autor ist Ted Alspach, die Gestaltung stammt von Keith Curtis, Agnieszka Dabrowiecka und Ollin Timm. In Deutschland erschien es bei Bézier Games. Es war unter anderem Preisträger der Mensa Select Games 2015.

## Hintergrund und Ausstattung
Bei Die Schlösser des König Ludwig versuchen die Mitspieler entsprechend den Wünschen des Königs Ludwig II. „atemberaubende Schlösser zu erbauen“. Jeder Mitspieler versucht in der Rolle des Bauunternehmers, Räume zu erwerben und diese dann in das entstehende Schloss zu integrieren, um Siegpunkte zu bekommen. Am Ende gewinnt der Spieler, der die meisten Siegpunkte erringen konnte.
Das Spielmaterial besteht aus einem Spielplan, der aus einem Unternehmerspielplan, zwei Raumspielplänen, einem Verbindungsraumplan und einem Punkteturm zusammengesetzt wird. Hinzu kommen zahlreiche Raumplättchen unterschiedlicher Form und Größe sowie mehrere Plättchen für Gänge und Treppenbereiche, 50 Raumkarten, 28 Bonuskarten, 25 Marker für den Wunsch des Königs, ein Baumeisterspielstein, Spielgeld sowie für die vier Spieler jeweils eine Übersichtskarte, eine Eingangshalle und ein Zählstein.

## Spielweise

### Spielvorbereitung
Zur Spielvorbereitung wird der Spielplan aus den Spielplanelementen zusammengelegt und in der Tischmitte platziert. Dabei wird jeweils entsprechend der Spielerzahl eine Seite der doppelseitig bedruckten Teile genutzt. Die Raumkarten und die Bonuskarten werden jeweils gemischt und verdeckt auf die entsprechenden Flächen ausgelegt. Die Räume werden der Größe entsprechend sortiert gemischt und in einzelnen Stapeln verdeckt auf die entsprechenden Felder des Plans verteilt. Pro Spieler wird zudem ein Wunsch des Königs aufgedeckt auf die Wunschfelder gelegt, das Spielgeld kommt neben den Spielplan.
Die Spieler wählen jeweils eine Spielerfarbe und legen jeweils ihren Wertungsstein auf eines der Startfelder des Punkteturms. Jeder Spieler erhält zudem die Eingangshalle seiner Farbe, drei Bonuskarten und 15.000 Mark als Startkapital. Jeder Spieler wählt zwei seiner Bonuskarten aus, die er behalten möchte und schiebt die letzte zurück unter den Bonuskartenstapel. Abhängig von der Spieleranzahl werden die ersten 5, 6 oder 7 Raumkarten aufgedeckt und die entsprechenden Räume werden offen unter die Preisskala des Spielplans gelegt. Der Baumeister-Spielstein wird an einen Startspieler vergeben.

### Spielablauf
Beginnend mit dem Startspieler spielen die Spieler reihum im Uhrzeigersinn und führen jeweils ihren Zug durch. Kommt ein Spieler an die Reihe, überprüft er zuerst die zum Verkauf stehenden Räume unter dem Spielplan. Sind dort freie Felder vorhanden, zieht der Spieler entsprechend viele Raumkarten und legt die entsprechenden Räume unter beliebige Preisfelder, dabei darf er alle bereits liegenden und auch alle neuen Räume zu jedem beliebigen Preis ziehen, wobei aber immer nur ein Raum pro Preis anliegen darf. Zieht ein Spieler eine Karte einer Raumgröße, die nicht mehr zur Verfügung steht, wird eine neue Karte gezogen.
Alle Spieler dürfen nun, beginnend mit dem Spieler links neben dem aktiven Spieler, jeweils einen ausliegenden Raum oder einen Gang bzw. ein Treppenhaus kaufen, den Preis zahlen sie dabei an den aktuell aktiven Spieler. Sollten sie passen, erhalten sie 5.000 Mark von der Bank und der aktive Baumeister bekommt kein Geld. Am Ende der Runde darf der Baumeister selbst einen Raum kaufen und bezahlt die Kosten an die Bank oder passt selber und erhält 5.000 Mark von der Bank. Die nicht verkauften Räume erhalten jeweils eine 1.000-Mark-Münze, die der spätere Käufer des Raums zusammen mit diesem bekommt und auch bei der Zahlung bereits nutzen kann. Die erhaltenen Räume bauen die Spieler sofort nach dem Kauf in ihr Schloss ein und werten diese auch direkt.
Räume, die gekauft werden, müssen immer regelkonform eingebaut werden können, ansonsten darf man sie nicht erwerben. Beim Einbau der Räume muss immer mindestens eine der Türen des neuen Raums an eine bereits vorhandene Tür angelegt werden. Dabei können Türen auch mit Wänden neuer Räume zugebaut werden. Die Raumteile dürfen sich nie überlappen und alle neuen Räume müssen im 90°-Winkel angebaut werden. Das Schloss muss zudem immer über einen Ausgang verfügen, dabei werden Ausgänge in Innenhöfe nicht gerechnet. Kellerräume dürfen nur über entsprechende Treppen angebaut werden, sie dürfen dabei Räume des Erdgeschosses berühren, mit diesen aber nicht über Türen verbunden sein.
Räume, die eingebaut werden, werden direkt gewertet. Der Spieler erhält jeweils die Punkte, die auf dem Raum angegeben sind. Die Räume sind zudem jeweils mit verschiedenen Symbolen bedruckt, die wichtig für die Wertung sind. So gibt es beim Einbau von Freizeiträumen Minuspunkte, wenn bestimmte Typen von Räumen angrenzend sind, andererseits gibt es Punkte für vorhandene Verbindungen zwischen benachbarten Räumen. Die Sonderpunkte oder -mali des neuen Raums werden berechnet, zudem können auch Nachbarräume neue Punkte oder Mali bekommen, wenn dieser Raum angelegt wurde. Wird ein Raum durch das anlegen eines anderen Raums fertiggestellt, also so positioniert, dass alle Türen mit angrenzenden Türen verbunden sind, gibt es einen zusätzlichen Bonus in Form von weiteren Punkten, Sonderaktionen oder Geld. Doe Boni für Raumfertigstellungen sind dabei auf den Übersichtskarten angegeben.

### Spielende
Das Spiel endet, sobald der Raumkartenstapel aufgebraucht wurde. Kann der gerade aktive Baumeister die fehlenden Verkaufsplätze nicht vollständig auffüllen, wird der Ablagestapel gemischt und es werden so viele weitere Karten gezogen, dass dies möglich ist. Danach wird die Runde wie vorher gespielt und gewertet. Nach der Runde gibt es zudem eine Abschlusswertung, bei der die Wünsche des Königs gewertet werden und weitere Punkte geben. Jeder Spieler erhält zudem 2 Punkte für jeden gebauten Raum einer Art, dessen Stapel am Raumspielplan aufgebraucht wurde. Zudem bekommen die Spieler nacheinander beginnend mit dem aktiven Baumeister Punkte für ihre Bonuskaren, wenn sie die darauf geforderten Wünsche erfüllen, und jeder Spieler bekommt zudem noch je einen Punkt für jeweils 10.000 Mark in seinem Besitz.
Gewinner des Spiels ist der Spieler mit den meisten Punkten. Bei einem Gleichstand gewinnt der Spieler mit dem größten Schloss, wobei sich die Größe als Summe der Raumgrößen auf den Raumkarten ergibt.

## Ausgaben
Die Schlösser des König Ludwig wurde von dem amerikanischen Spieleautor Ted Alspach entwickelt und 2014 bei Bézier Games in einer deutschen und einer englischen Version veröffentlicht. Das Spiel war einer der Preisträger der Mensa Select Games 2015 und ab 2015 folgten Übersetzungen in zahlreiche weitere Sprachen (Polnisch, Russisch, Tschechisch, Japanisch, Chinesisch, Koreanisch) sowie multilingual für Skandinavien.
2015 erschien mit Secrets eine Erweiterung für die englischsprachiger Version, die allerdings sprachneutral auch in den anderen Sprachversionen gespielt werden kann. 2021 wurde zudem die Collector’s Edition des Spiels als Kampagne auf kickstarter.com gestartet, die neben weiteren Materialien auch die Secrets-Erweiterung enthält. Die Kampagne wurde von fast 12.000 Personen unterstützt, die zusammen mehr als 1,5 Millionen Euro zur Finanzierung zusammenbrachten.
Als eigenständiges Spiel entstand 2017 The Palace of Mad King Ludwig auf der Basis von Die Schlösser des König Ludwig, bei dem vor allem der Auslagemechanismus übernommen wurde. Auch das 2018 erschienene Spiel Between Two Castles of Mad King Ludwig, auf Deutsch erschienen als Zwischen zwei Schlössern bei Feuerland Spiele, übernahm einzelne Elemente aus Die Schlösser des König Ludwig, kombinierte diese jedoch mit dem Spiel Between two Cities von Matthew O’Malley und Ben Rosset.

## Belege
1. 1 2 3 4 5 6 7 8 9  
Offizielle Spielregeln für Die Schlösser des König Ludwig, Bezier Games 2014
2. ↑  
Versionen von Die Schlösser des König Ludwig in der Datenbank BoardGameGeek; abgerufen am 25. April 2021.
3. ↑  
Secrets, Beschreibung in der Datenbank BoardGameGeek; abgerufen am 25. April 2021.
4. ↑  
Castles of Mad King Ludwig: Collector’s Edition, Beschreibung in der Datenbank BoardGameGeek; abgerufen am 25. April 2021.
5. ↑  
Castles of Mad King Ludwig: Collector’s Edition auf kickstarter.com; abgerufen am 25. April 2021.
6. ↑  
Castles of Mad King Ludwig: Collector’s Edition, Beschreibung in der Datenbank BoardGameGeek; abgerufen am 25. April 2021.
7. ↑  
Between Two Castles of Mad King Ludwig, Beschreibung in der Datenbank BoardGameGeek; abgerufen am 25. April 2021.